# Mita
La mita (en quechua mit'a) fue un sistema de trabajo obligatorio utilizado en la región andina, tanto en la época incaica, como, posteriormente, durante la colonización española de América; en el Perú republicano en la segunda mitad del siglo xx este dispositivo jurídico de colaboración estatal fue mantenido como impuesto indígena, a falta de economía de moneda. La mita proveía al Estado de la energía indispensable para construir y conservar caminos y puentes. Era un sistema de trabajo a favor del Estado destinado a la formación de la civilización que implicaba la construcción de centros administrativos, templos, acueductos, casas, puentes, etc. Por medio de la mita, los impuestos de una población de la República de indios se pagarían no con dinero o bienes materiales, sino que con fuerza de trabajo (y estando exento del resto de tributos).

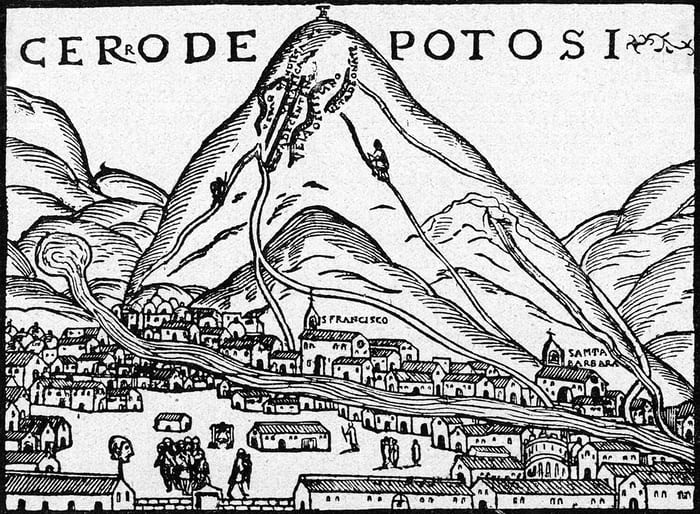
Cerro Rico de Potosí. Grabado en madera.

La mita no es invento inca, ya que los estados que la precedieron, como Moche, Sicán y Chimú ya la usaban; en Europa también existió, y se la llamaba corvea.

## En la época Inca
En el Imperio Inca se practicaba la mita para el desarrollo de obras públicas como: la construcción de templos, acueductos, fortalezas, caminos, etc., era de estricto cumplimiento para los varones de todos los pueblos, los cuales recibían una retribución basado en el sistema económico de la reciprocidad en la que se basaban los incas. Se daban ofrendas a los dioses, como el sol, la lluvia, agua, y muchos más.

## En la época hispánica
La mita incaica fue rescatada por el Virrey Toledo, transformándola en una especie de tributo al trabajo, en el cual una séptima parte de los adultos varones casados de cada pueblo de indios, cuya edad oscilaba entre los 18 y 50 años, estaban obligados a cumplir con esta labor un año de cada seis para la extensión del reino del Perú; los trabajadores eran principalmente destinados a las minas de Potosí. Para facilitar la implementación de la mita, Toledo dispuso la creación de reducciones o pueblos de nativos a cargo de un corregidor que se encargaba de designar a las personas que cumplirían con esta obligación.
En una primera instancia, Toledo había establecido que unos 16 distritos, de Potosí al Cuzco, proveyeran a una séptima parte de los hombres adultos a un año de servicio en las minas, sin trabajar más de una ocasión cada seis años. Esto sumaba un total de 13 500 hombres, que a su vez se dividían en tres grupos de más de 4 000 cada uno, que rotaban y tenían tres semanas de trabajo y otras tres semanas libres, lo que mantenía un abasto constante de fuerza de trabajo.
Los «mitayos» debían recibir un pequeño salario por parte de los mineros y recibir el alimento por parte de sus comunidades, las cuales debían mantener también a las familias de los mitayos ausentes. De este modo, de un solo brochazo, entre la mitad y dos terceras partes de la fuerza de trabajo minera era provista a los propietarios de minas por la Corona a un costo en extremo bajo, lo que estimuló la producción en grande.
La mita fue implementada para reducir los costos laborales de la minería de la plata en Potosí. Era un sistema de trabajo obligatorio, equivalente al servicio militar del mismo tipo, y continuó, ya dentro del período bajo soberanía española, ayudando a desarrollar internamente una economía de mercado con productos y servicios para España. Cada grupo de indígenas aportaba a la corona un número determinado de trabajadores durante varios meses del año. Estos trabajadores eran movilizados de sus lugares de origen hacia las zonas en las que se les requería para diversas actividades.
La mita establecía cuotas laborales que debía cumplir la población nativa tributaria según asignación que hiciese el corregidor, tanto para el servicio del encomendero como del poseedor de mercedes de tierra o hacendado. Se sorteaba periódicamente a la población indígena de un determinado lugar para trabajar durante un plazo o tiempo determinado al servicio de la clase española mediante el pago de un salario controlado por las autoridades. Los propietarios de encomienda deducían de los jornales la cantidad que las personas comprometidas debían pagar por concepto de tributo y el resto se les daba a ellas. La duración de la mita minera se fijó en diez meses dentro de cada año y no se podía exceder de un tercio permanente de la población tributaria para ser destinada a estas labores. A cambio de la fuerza de trabajo y de los consiguientes tributos que recibía el encomendero, este tenía la obligación de catequizar en la religión católica a las personas que le habían sido encomendadas. El servicio forzado ejercía una inmensa presión sobre la población sobre todo entre los trabajadores en las minas, como la de Potosí. Esto obligó a la Corona española a llevar esclavos negros al virreinato para trabajar de forma precaria de la misma manera.[cita requerida]
Según varios estudios, las condiciones sociales de la mita en las Minas de Potosí o Huancavelica, con su sistema de reclutamiento forzado, habría sido una excepción antes que la regla en cuando a las dinámicas sociales de las minas del Imperio español, en gran medida por causa de que su producción era casi la totalidad de la plata del virreinato de Perú y eso impulsaba presión en las autoridades para recolectar la mayor cantidad de ganancias posibles, por la dependencia de la economía regional en las ganancias de la mina y no tanto de los impuestos en la Real Audiencia de Charcas, incluso si era por métodos controversiales. Esos defectos no habrían sucedido del todo en casos como en la Mina San Antonio del Nuevo Mundo, en tanto el mundo del trabajo minero en la era colonial hispanoamericana presenta variados modos de organizar la mano de obra, con formas que podían ser entre voluntarios y forzadas, siendo así que, para la mayoría de minerías, era predominante el trabajo voluntario. Los dueños de minas coloniales ganaban trabajadores a través de medios que alternaban sus métodos para atraer gente. Las 2 formas principales terminaron siendo, en primera,  la combinación de una oferta de mejores jornales (mayormente en los descubiertos recientemente o que fueran más ricos) y otorgándole permisos al trabajador para recolectar algo de mineral en los fines de semana para su propio beneficio, y en segunda, un mecanismo para retener mano de obra a través del endeudamiento (aunque eso era más prominente en México que en la mita peruana), en el que los indígenas debían pagar sus impuestos alquilando su fuerza de trabajo y tributando en oro y plata para ya no tener más obligaciones fiscales (usualmente se hacía más presión en poblaciones que ya estaban habituados a contribuir por medio de la minería desde tiempos prehispánicos y además poseyeran animales de carga).
Se tiene constancia de la existencia de Reales Cédulas emitidas por el Rey de España para relevar a los indios de cualquier injusticia y agravio que pudieran haber sufrido en las minas por la mita.

### Reacción de la población indígena
Los testimonios, sobre como la población de la República de indios afronto a la mita, posee opiniones contradictorias, que evidencia la complejidad de está dinámica social en la época virreinal. Generalmente se muestra un clima de opresión y explotación por la dureza del trabajo, pero también se presentan algunas grietas y ambigüedades en los que la misma población de la época intentaba legitimar la mita por ser una tradición heredada de las creencias precolombinas y su costumbre de ser sociedades guerreras a través de la veneración de valores como la valentía, el orgullo y el deber temerario en la Cosmovisión andina (representado muchas veces en el culto a los cerros y sus profundidades sagradas), que subsistiría en la idiosincrasia del Virreinato del Perú de los siglos XVI y XVII, a través del trabajo en la mita minera, donde los españoles eran sus "capitanes" contra las vetas de plata, dentro de un espacio sagrado como el Cerro. También, a la hora de reglamentar el trabajo minero de los indígenas, se registró testimonios de una natural inclinación hacia una "compulsión laboral" entre los indios.

No dejan de ser inclinados a la guerra, ya que cuando algún capitán sale a Potosí, es con acompañamiento de sus indios a usanza de guerra, con sus armas antiguas y galanes con sus plumas, y dicen que son soldados y capitanes de Su Magestad, que van a pelear con las minas, que lo he visto y se lo he oído muchas veces
Lic. Pedro Ramírez del Águila (1639)

Por otra parte, sucedió una enorme migración forzada (de modo similar a tiempos prehispánicos), por el que los indígenas dejaban de estar dispersos por el área rural, para concentrarse en pueblos fundados con inspiración en la Urbanística medieval y las ciudades castellanas. Durante la visita general del virrey Melchor de Navarra y Rocafull se registraría que la mayoría de la población indígena en Charcas era censada como forastero o yanacona. Las autoridades virreinal eran conscientes del fenómeno, pero con frecuencia consideraban ser impotentes para acabar con los flujos de población. Esto se debió a que poblaciones indígenas terminaban insertándose en la mita a conveniencia aprovechando cierto poder de negociación como trabajadores del campo, y para luego escapar e irse a otros pueblos en función de las demandas del mercado (evitando ser presionados por algunas autoridades coloniales en el proceso y así tener excencion de la mita).

## Efectos remanentes de la mita
La mita fue abolida en 1812 por las Cortes liberales de Cádiz durante la guerra de Independencia española. Sin embargo, los efectos de la mita colonial parecen persistir hasta nuestros días, notablemente en cuanto que la población de las zonas que históricamente fueron sujetas a la mita colonial presentan un nivel general de instrucción más bajo que el promedio nacional de los países afectados (Bolivia, Perú y Ecuador), y en cuanto estas zonas están, hasta el presente, menos conectadas a las redes de caminos y carreteras. Según muestran los datos de los censos agrícolas, los habitantes de estas zonas presentan también una probabilidad mayor de practicar la agricultura de subsistencia. Esto se explica por el hecho de que las haciendas, cuya mano de obra residía localmente, habían sido prohibidas en los distritos sometidos a la mita, para minimizar la competencia que habría de enfrentar el Estado, al apoderarse de los escasos recursos de mano de obra mitaya. Significativamente, la aristocracia agraria de las haciendas, que poseía influencia política suficiente para garantizar que las obras públicas (como los caminos) le reportaran beneficios, aprovechaba sus relaciones para lograr que las carreteras conectaran a todas las haciendas que fuera posible. En efecto, la experiencia mostraba que las carreteras y caminos garantizaban una participación más elevada en el mercado y en las utilidades.

## Aplicación gubernamental en el Perú
La única experiencia de aplicación de la mita de un Estado moderno, como política de Estado, en Latinoamérica, la dio Perú, durante los dos gobiernos de Acción Popular con el presidente Fernando Belaúnde Terry (1963-1968 y 1980-1985), cuando se creó una institución estatal a la que se denominó Cooperación Popular y en el mundo entero junto a Perú, la República de Corea (Corea del Sur). Era esta, una institución que personalizaba la antigua tradición de la mit'a (filosofía del trabajo comunal para lograr un bien común). Los resultados de la experiencia fueron espectaculares en esos casi diez años. Se logró realizar en el Perú, más infraestructura que en casi toda la época republicana (de 1821 hasta 1963). Esos resultados derivaron en cientos de kilómetros de carreteras, acueductos, obras comunales y municipales e infraestructura de otro tipo.
En 1964 el gobierno de la República de Corea, dados los resultados espectaculares logrados en el Perú, acreditó una misión de alto nivel ante el gobierno peruano, su misión era: estudiar la metodología y organización de la institución peruana y la factibilidad de aplicación a la República de Corea. Permanecieron algunos meses en el Perú, cumpliendo su cometido y a su regreso, aplicaron la versión moderna de la mit'a ancestral peruana, a sus sistemas de producción (incluyendo a la industria manufacturera). Los resultados obtenidos en Corea, son más espectaculares que los obtenidos en el Perú, debido a un enfoque de desarrollo distinto.

### Cooperación popular
Fue la institución gubernamental, que creó Acción Popular en sus gobiernos de 1963 a 1968 y de 1980 a 1985. El principio fue bastante simple: dado los escasos recursos económicos del Estado, las obras públicas que haría esta institución, debían contar con el «cofinanciamiento» de los beneficiarios, básicamente este cofinanciamiento, estaba dado en mano de obra.
En toda obra estatal, se calcula que entre el 60 % y el 70 %, corresponde a la adquisición de bienes (materiales) y la diferencia a servicios (mano de obra); aplicando el principio de la ancestral mit'a, el gobierno corría con los gastos de adquisición de bienes (60 % a 70 %) y los beneficiarios la correspondiente a servicios (30 % a 40 %); esto le permitía al Estado peruano un ahorro en efectivo de entre 30 % y 40 %, por obra pública, que era invertido en más bienes para otra obra; por otro lado, los beneficiarios, no aportaban dinero, sino su fuerza de trabajo comunal.
Con este sistema, se construyeron centenares de kilómetros de carreteras comunales, represamientos, canales de riego, se incorporaron nuevas hectáreas a la frontera agrícola, pequeñas centrales hidroeléctricas, infraestructura comunal y municipal. Gracias a la ancestral mit'a, Perú logró superar a bajo costo su falta de infraestructura y Corea logró superar el atraso en que estaba sumida, convirtiéndose hoy en un gigante del Asia.